# Fondo Guadalupe Musalem
El Fondo de Becas Guadalupe Musalem Merhy es un fondo de apoyo a estudiantes oaxaqueñas, creado en Oaxaca, en 1995 por el GesMujer.
Su principal objetivo es apoyar a jóvenes de comunidades rurales e indígenas de Oaxaca, para que estudien el bachillerato. Mediante becas evitan el abandono escolar por contextos sociales o personales de pobreza, desigualdades de género, orfandad, abandono, violencia familiar,  etc.
Ellas continúan estudiando en sus poblaciones de origen con el propósito de favorecer el arraigo, la valorización de su cultura y de su pueblo.  A partir de los cursos que  toman al asistir a la ciudad de Oaxaca,  al regresar comparten, de acuerdo a las características de sus poblaciones, los conocimientos que adquieren.
El FGM (Fondo Guadalupe Musalem) acompaña a estas jóvenes durante los tres años de duración de la educación media superior. Les ofrece Apoyo económico, Capacitación (talleres mensuales en temas como equidad de género,  derechos sexuales y reproductivos, cuidado al medio ambiente, prevención de violencia en el noviazgo, fomento a la lectura, fotografía), seguimiento tutorial, seguimiento médico y psicológico, y despensa mensual.

## Resultados
En 1996 los recursos disponibles permitieron becar exclusivamente a una joven oaxaqueña para que cursara dos años de bachillerato.  Años después en cada ciclo escolar el número  de beneficiarias de bachillerato asciende a  25.
A lo largo de más de 20 años, el Fondo Guadalupe Musalem ha beneficiado a 145 jóvenes en estudios de bachillerato, de 99 localidades pertenecientes a  74 municipios, de las ocho regiones del estado de Oaxaca. 53% de ellas son hablantes de una lengua originaría, además del español.
A la fecha 41 jóvenes han concluido estudios universitarios (cuatro tienen estudios concluidos de posgrado y una estudia actualmente la Maestría en Psicología Educativa),  35 están los están cursando, tres tienen estudios superiores parciales y 2 más estudiaron carreras técnicas.
38 de las jóvenes graduadas de bachillerato han sido o son, beneficiarias de la beca económica universitaria.
La primera graduada del Fondo, Claudia Hernández, administra un aserradero con especial énfasis en el cuidado de los recursos forestales de su comunidad.  Durante 2017 y 2018 cuatro de las jóvenes graduadas del Fondo desempeñaron cargos en sus comunidades de origen.  Otras tres colaboraron  en puestos directivos y operativos,  en   instancias gubernamentales responsables de las políticas públicas en materia de equidad de género.
Las jóvenes graduadas (ex becarias de bachillerato del FGM) se han destacado  en distintas áreas y  han sido reconocidas por su actividad a favor de su comunidad. Tal es el caso de la cineasta y promotora cultural Luna Maran (La Calenda Audiovisual A.C., Campamento Audiovisual Itinerante, Red de cines comunitarios Aquí Cine, Agenda Guelatao, Cine Too, JEQO Espacio de aprendizaje autogestivo de cine comunitario feminista del Abya Yala), o el de Angelina Martínez Pérez como promotora del turismo ecológico sustentable, desde la organización  de Pueblos Mancomunados de la Sierra Norte de Oaxaca.
Cuatro jóvenes han recibido el Premio Nacional de la Juventud: Maricela Zurita Cruz (2009), Berta Martínez Sebastián (2010), Sonia García Ángel (2010) y Silvia Citlali  López Pérez (2011). Y una más,  Elvia Rodríguez Rodríguez,  el Premio Estatal de la Juventud en 2015.
En el 2018, Evelia Nayeli Vásquez Gutiérrez  obtuvo la beca HeForShe otorgada mediante convocatoria pública nacional,  por la Universidad del Claustro de Sor Juana y participó en el encuentro Rumbo Joven Diseña Tu Futuro 2018 con sede en Panamá, organizado por el Instituto Mexicano de la Juventud (IMJUVE).
Otras becarias  han participado en seminarios, eventos académicos, encuentros indígenas, estancias cortas, etc., ejemplo de ellos son: Reyna Luz Santiago, Rosa Narváez, Sonia Bautista, Gabriela Salomé, Macrina Pérez Vásquez, por citar algunas.